# Håkan Lindhé
Bengt Håkan Christer Lindhé, född 21 september 1965 i Eskilstuna, är en svensk teater- och operaregissör, manusförfattare och dramaturg.

## Filmografi
Regi
- 1999 – Clinch
- 2002 – Familjen (TV-serie)
- 2003 – Norrmalmstorg
- 2004 – Lokalreportern (TV-serie)
- 2006 – En fråga om liv och död (TV-serie)
- 2008 – Sthlm (TV-serie)
- 2016 – 30 grader i februari (TV-serie)
- 2018 – Den inre cirkeln (TV-serie)

Manus
- 1998 – Hela härligheten
- 1999 – Clinch
- 2001 – Familjehemligheter
- 2002 – Familjen (TV-serie)
- 2003 – Norrmalmstorg
- 2004 – Lokalreportern (TV-serie)
- 2005 – Deadline Torp (TV-serie)
- 2006 – En fråga om liv och död (TV-serie)
- 2008 – Sthlm (TV-serie)
- 2009 – Fallet Rödeby

## Teater

### Regi
| År   | Produktion                           | Upphovsmän                                    | Teater                   |
| ---- | ------------------------------------ | --------------------------------------------- | ------------------------ |
| 1992 | Den ludna gorillan The Hairy Ape     | Eugene O'Neill Översättning Håkan Lindhé      | Helsingborgs stadsteater |
| 1992 | Häxjakten The Crucible               | Arthur Miller Översättning Britt G. Hallqvist | Helsingborgs stadsteater |
| 1993 | Linje Lusta A Streetcar Named Desire | Tennessee Williams Översättning Håkan Lindhé  | Helsingborgs stadsteater |

### Scenografi
| År   | Produktion                           | Upphovsmän                                    | Regi         | Teater                   |
| ---- | ------------------------------------ | --------------------------------------------- | ------------ | ------------------------ |
| 1992 | Häxjakten The Crucible               | Arthur Miller Översättning Britt G. Hallqvist | Håkan Lindhé | Helsingborgs stadsteater |
| 1993 | Linje Lusta A Streetcar Named Desire | Tennessee Williams Översättning Håkan Lindhé  | Håkan Lindhé | Helsingborgs stadsteater |